# SummerSlam (2020)
L’édition 2020 de SummerSlam est un Premium Live Event de catch (lutte professionnelle) produit par la World Wrestling Entertainment, une fédération de catch américaine qui est télédiffusée et visible en paiement à la séance sur le WWE Network. L’événement a eu lieu le 23 août 2020 au Amway Center à Orlando (Floride). Il s'agit de la 33e édition de SummerSlam, pay-per-view annuel qui fait partie, avec le Royal Rumble, WrestleMania et les Survivor Series, du « Big Four ».

## Contexte
Les spectacles de la World Wrestling Entertainment (WWE) sont constitués de matchs aux résultats prédéterminés par les scénaristes de la WWE. Ces rencontres sont justifiées par des storylines – une rivalité avec un catcheur, la plupart du temps – ou par des qualifications survenues dans les shows de la WWE telles que Raw, SmackDown et NXT. Tous les catcheurs possèdent une gimmick, c'est-à-dire qu'ils incarnent un personnage gentil (Face) ou méchant (Heel), qui évolue au fil des rencontres. Un événement comme SummerSlam est donc un événement tournant pour les différentes storylines en cours,.

### Braun Strowman contre "The Fiend" Bray Wyatt pour le WWE Universal Championship
À Money in the Bank, Braun Strowman bat Bray Wyatt (avec son Gimmick du FireFly Fun House) pour conserver son titre Universel. Deux mois plus tard à Extreme Rules, Wyatt prend sa revanche sur Strowman en le battant dans un Wyatt Swamp Fight grâce à une intervention du Fiend. 
Le 24 juillet à SmackDown, Wyatt réclame un match pour le titre Universel & annonce que personne ne sera en sécurité, tant qu'il n'obtiendra pas ce qu'il veut. La semaine suivante à SmackDown, "The Fiend" attaque Alexa Bliss en lui portant son Mandible Claw. Le 7 août à SmackDown, le champion Universel, Strowman, accepte le défi du Fiend pour son titre Universel à SummerSlam.

### Drew McIntyre contre Randy Orton pour le WWE Championship
Le 27 juillet à Raw, Randy Orton a déclaré dans une promo qu'il est meilleur que Steve Austin et The Rock. Puis il a ensuite déclaré son intention de devenir Champion de la WWE encore une fois (titre remporté 9 fois). Il défie ensuite Drew McIntyre pour le titre de la WWE à SummerSlam. Dans la même soirée, l'Écossais bat Dolph Ziggler dans un Extreme Rules Match dans un match revenche de Extreme Rules. Après sa victoire, il subit un RKO.

### The Street Profits contre Andrade et Angel Garza pour le WWE Raw Tag Team Championship
Le 20 juillet à Raw, Andrade et Angel Garza perdent face aux champions par équipe de Raw, les Street Profits. La semaine suivante à Raw, ils remportent un Triple Threat Tag Team Match en battant Cedric Alexander, Ricochet & les Viking Raiders, devenant ainsi aspirants n°1 aux titres par équipe de Raw à SummerSlam.

### Apollo Crews contre MVP pour le WWE United States Championship
Le 14 juillet à Extreme Rules, Apollo Crews n'a pas pu défendre son titre des États-Unis face à MVP, forfait pour blessure à la suite du Full Nelson Slam de Bobby Lashley, et son adversaire s'est autoproclamé nouveau champion. Le 3 août à Raw, il effectue son retour de blessure et conserve son titre en battant MVP. Ce dernier, frustré par sa défaite, demande un match revanche à SummerSlam.
Le 17 août à Raw, il est annoncé que Bobby Lashley et Shelton Benjamin ne seront pas autorisés à accompagner MVP lors de Summerslam.

### Dominik Mysterio contre Seth Rollins
Le 19 juillet à Extreme Rules, Rey Mysterio perd face à Seth Rollins lors d'un Eye for an Eye Match. Le 3 août à Raw, Dominik Mysterio, le fils du luchador mexicain, d'origine française et suisse [réf. nécessaire] attaque The Monday Night Messiah & Murphy à coups de kendô stick, afin de venger son père, puis défie l'ancien champion Universel pour un match à SummerSlam, ce que ce dernier accepte. La semaine suivante à Raw, les deux hommes signent le contrat pour leur match, permettant à Dominik de devenir officiellement une Superstar de la WWE. Après la victoire de Rollins sur Humberto Carrillo, ce dernier & l'Australien attaquent le jeune homme à coups de kendô stick.
Il sera ensuite annoncé que la stipulation du match sera un street fight.
Le 17 août à Raw, Rollins & Murphy se font attaquer par Dominik et Rey Mysterio à coups de kendo sticks.

### Sasha Banks contre Asuka pour le WWE Raw Women's Championship
Le 19 juillet à Extreme Rules, lors du match entre Asuka & Sasha Banks pour le titre féminin de Raw, la Japonaise crache accidentellement du Green Mist sur l'arbitre du combat, remplacé par Bayley qui effectue le compte de trois en faveur de sa partenaire, faisant terminer le match en No Contest. Le lendemain à Raw, Stephanie McMahon annonce qu'aucune des deux femmes n'a gagné le combat & décide de relancer le match la semaine prochaine. La semaine suivante à Raw, Asuka perd son titre face à Sasha Banks par Count Out, venant en aide à sa partenaire Kairi Sane, qui se faisait attaquer dans les coulisses par Bayley. 
Le 3 août à Raw, la Japonaise réclame un match revanche pour le titre féminin de Raw à SummerSlam. The Legit Boss accepte, à condition de battre sa coéquipière la semaine prochaine. La semaine suivante à Raw, The Empress of Tomorrow bat la championne féminine de SmackDown, devenant ainsi aspirante n°1 au titre féminin de Raw.

### Bayley contre Asuka
Le 7 août à SmackDown, Stephanie McMahon annonce un Triple Brand Battle Royal la semaine prochaine où la gagnante affrontera Bayley pour le titre féminin de SmackDown à SummerSlam. La semaine suivante à SmackDown, Asuka remporte le Triple Brand Battle Royal en éliminant Shayna Baszler en dernière position, devenant ainsi aspirante n°1 au titre féminin de SmackDown.

### Mandy Rose contre Sonya Deville
Le 6 avril à SmackDown, Mandy Rose découvre, avec stupéfaction, que son ancienne partenaire, Sonya Deville, l'a trahie en annulant son rendez-vous avec Otis et ayant échafaudé un plan avec Dolph Ziggler pour briser sa relation naissante avec M. Money in the Bank. Depuis ce jour, les deux femmes sont en froid et se cherchent mutuellement dès que l'occasion se présente. Le 7 août à SmackDown, l'ancienne combattante de MMA a agressé la championne de bikini en lui coupant les cheveux, puis en la frappant. La semaine suivante à SmackDown, Mandy Rose défie son ancienne équipière dans un Hair vs. Hair Match à SummerSlam, que cette dernière accepte. Le 21 août à SmackDown, l'ancienne combattante de MMA décide de transformer son combat face à Mandy Rose en No Disqualification match, où la perdante devra quitter la WWE.

## Tableau des matchs
| Ordre par numéros | Résultat                                                                                             | Stipulation(s) | Temps |
| --- | --- | --- | ----- |
| 1P | Apollo Crews (c) bat MVP                                                                             | Match simple pour le WWE United States Championship Bobby Lashley et Shelton Benjamin sont bannis des abords du ring. | 6:40  |
| 2 | Bayley (c) (avec Sasha Banks) bat Asuka                                                              | Match simple pour le WWE SmackDown Women's Championship                                                               | 11:35 |
| 3 | The Street Profits (Angelo Dawkins et Montez Ford) (c) bat Andrade et Angel Garza (avec Zelina Vega) | Tag Team match pour les WWE Raw Tag Team Championship                                                                 | 7:50  |
| 4 | Mandy Rose bat Sonya Deville                                                                         | No Disqualification match La perdante devra quitter la compagnie.                                                     | 10:05 |
| 5 | Seth Rollins (avec Murphy) bat Dominik Mysterio (avec Rey Mysterio)                                  | Street Fight match | 22:35 |
| 6 | Asuka bat Sasha Banks (c) (avec Bayley) par soumission                                               | Match simple pour le WWE Raw Women's Championship                                                                     | 11:25 |
| 7 | Drew McIntyre (c) bat Randy Orton                                                                    | Match simple pour le WWE Championship                                                                                 | 20:35 |
| 8 | The Fiend Bray Wyatt bat Braun Strowman (c)                                                          | Falls Count Anywhere match pour le WWE Universal Championship                                                         | 12:00 |
| La lettre C placée entre parenthèses désigne la personne ou l’équipe championne en titre. P – indique que le match a eu lieu lors du pré-show | | |       |